# Arrade cristatum
Arrade cristatum är en fjärilsart som beskrevs av George Francis Hampson 1893. Arrade cristatum ingår i släktet Arrade och familjen nattflyn. Inga underarter finns listade i Catalogue of Life.